# Euchloe insularis
Euchloe insularis är en fjärilsart som först beskrevs av Otto Staudinger 1861.  Euchloe insularis ingår i släktet Euchloe och familjen vitfjärilar. IUCN kategoriserar arten globalt som livskraftig.
Artens utbredningsområde är Frankrike. Inga underarter finns listade i Catalogue of Life.